# National Institutes of Health
Pour les articles homonymes, voir NIH.

Ancien logo des Instituts américains de la santé.

Les National Institutes of Health (NIH, litt. « Instituts nationaux de la santé ») sont des institutions gouvernementales des États-Unis qui s'occupent de la recherche médicale et biomédicale. Ils dépendent du département de la Santé et des Services sociaux des États-Unis.

## Histoire
En 1887 fut créé le Laboratory of Hygiene. Après son expansion au début du XXe siècle, il a été réorganisé en 1930 par le Ransdell Act (en) (loi Randell votée par le Congrès des Etats-Unis) en institut national de santé - National Institute of Health (un seul institut à cette époque). Il connut une seconde phase d'expansion importante après la Seconde Guerre mondiale en reprenant le comité de recherche médical du Bureau de recherches et de développement scientifiques pour se diversifier en la vingtaine d'instituts spécialisés qui existent aujourd'hui. Jusqu'en 2024, le NIH était « chef de file mondial dans le financement de la recherche biomédicale, soutenant une grande partie de la science fondamentale qui est à l’origine des percées en médecine » (le plus grand bailleur de fonds mondial pour la recherche biomédicale), une situation qui a changé avec le second mandat de Donald Trump.
En 2025, les NIH font en effet partie des institutions dont les budgets et partenariats ont été les plus ciblés par la seconde administration Trump, via le Dodge (près de 40 % de baisse envisagée, avec aussi un projet d’interdire les subventions qui contribuent à financer de la recherche faite à l'étranger), menaçant mi-205 les emplois scientifiques de grands laboratoires de recherche biomédicale et projets universitaires, mais aussi la poursuite de l'innovation américaine dans de nombreux domaine de la santé (dont la lutte contre le cancer et contre la maladie d'Alzheimer) : un article de la revue Science a en juin 2025 révélé, d'après des documents internes obtenus auprès du NIH, de profondes incohérences dans la procédure de cessations ou gels de subventions à la Recherche scientifique et médicale. Selon cet article, alors que le NIH procédait à l'« examen » de 3200 dossiers supplémentaires, plusieurs projets, bien qu'initialement approuvés après un examen par les pairs rigoureux, ont aussi été annulés pour des motifs a priori politiques et sans rapport avec les objectifs déclarés de l'agence ; une pratique qui interroge quant à la transparence, l'indépendance (Le NIH doit maintenant obtenir une autorisation du Cabinet de D. Trump et du ministère de la Santé et des Services sociaux avant de pouvoir publier de nouveaux avis de financement de subventions, ce qui est un changement radical par rapport aux pratiques antérieures du NIH) et la probité de la gestion financière du NIH, et quant à l'impact potentiel de ces résiliations sur la qualité de la Recherche américaine, suscitant l'émoi et l'inquiétude de la communauté scientifique,. 
Selon un rapport détaillé « NIH Grant Terminations Brief (mis à jour le 27 mai 2025) », publié par l' Association of American Medical Colleges (AAMC, association basée aux États-Unis, fondée en 1876 pour représenter les écoles de médecine, les hôpitaux universitaires et les sociétés académiques dans le domaine médical), près de 1 424 subventions auraient été résiliées – entraînant une perte de financements de l'ordre de 2,5 milliards de dollars – , dans divers domaines de recherche, y compris des essais cliniques. L'administration explique aux chercheurs touchés que leur budget était des "dépenses inutiles" et/ou de la recherche "non scientifique" et un comité sénatorial a demandé aux directeur des National Institutes of Health (NIH), Jay Bhattacharya, de préciser qui est vraiment à l'origine des décisions de ces coupes radicales dans le financement de la recherche.
L'administration Trump ne publie pas de données précises sur ses refus de financement. Un scientifique de Harvard a construit une base de données de 2 100 résiliations de subventions du NIH, mais son propre financement a été coupé. 
ProPublica a publié en juin 2025 un article intitulé « The Scientific Research Lost Amid the Trump Administration's NIH Cuts », notant que cette stratégie de résiliation massive s'inscrit dans le cadre d'une réorientation très politisé de l'agence, visant à recentrer les financements sur des priorités jugées urgentes par l'administration Trump ; cette analyse met en avant l'exceptionnalité de telles pratiques, qui fragilisent potentiellement la stabilité institutionnelle et l'indépendance de la recherche biomédicale aux États-Unis : ProPublica rapporte l'arrêt de plus de 1 450 subventions, représentant plus de 750 millions de dollars. Une autre analyse a révélé que le NIH a du mettre fin à 694 subventions en quelques mois (du 28 février au 8 avril 2025) totalisant 1,8 milliard de dollars.
Un suivi régulier, est fait en mode OSINT et sur la base des chercheurs qui documentent leurs propres pertes de subventions, ar Grant Watch, un projet visant à suivre les annulations de bourses de recherche ou de subventions des agences et laboratoires de recherche scientifique sous l'administration Trump en 2025 (parfois simplement parce qu'un mot fait partie de la liste des « mots bannis ») est utilisé dans le titre ou le résumé d'un projet), sous forme d'un rapport hebdomadaire (« Weekly Terminated NIH Grants Report », quantifiant les résiliations, en s'appuyant sur le NIH Rescinded Grants Database). Ce travail montre notamment les inégalités géographique de traitement, et par sujets (mots-clé) et mode de financement des subventions annulées, complétant ainsi l'analyse globale de l'impact de ces décisions sur la recherche.. « La dissidence interne s’est accrue au sein des NIH, avec plus d’une centaine d’employés signant une lettre alléguant que les annulations de subventions étaient motivées par l’idéologie et contournaient les avis scientifiques ».

## Structure

### Instituts

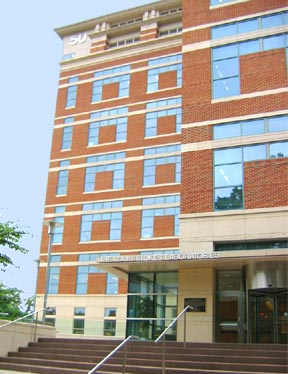
Un des bâtiments des NIH.

Les NIH sont constitués de deux parties, l'une dite intra-murale menant et finançant les recherches propres de l'institut, l'autre extra-murale soutenant des projets de recherche extérieurs aux NIH au sein des universités privées. Le site principal des NIH se trouve à Bethesda dans le Maryland, avec des annexes à Baltimore et à Research Triangle Park en Caroline du Nord.
Les NIH sont composés de vingt instituts et sept centres employant en 2013 plus de 18 600 personnes.
Les différents instituts sont :
- National Cancer Institute (NCI) fondé en 1937 ;
- National Eye Institute (NEI) fondé en 1968 ;
- National Heart, Lung, and Blood Institute (en) (NHLBI) fondé en 1948 ;
- National Human Genome Research Institute (NHGRI) fondé en 1989 ;
- National Institute on Aging (NIA) fondé en 1974 ;
- National Institute on Alcohol Abuse and Alcoholism (NIAAA) fondé en 1970 ;
- National Institute of Allergy and Infectious Diseases (NIAID) en 1948 ;
- National Institute of Arthritis and Musculoskeletal and Skin Diseases (NIAMS) fondé en 1986 ;
- National Institute of Biomedical Imaging and Bioengineering (NIBIB) fondé en 2000 ;
- National Institute of Child Health and Human Development (NICHD) fondé en 1962 ;
- National Institute on Deafness and Other Communication Disorders (NIDCD) fondé en 1988 ;
- National Institute of Dental and Craniofacial Research (NIDCR) fondé en 1948 ;
- National Institute of Diabetes and Digestive and Kidney Diseases (NIDDK) fondé en 1948 ;
- National Institute on Drug Abuse (NIDA) fondé en 1973 ;
- National Institute of Environmental Health Sciences (NIEHS) fondé en 1969 ;
- National Institute of General Medical Sciences (NIGMS) fondé en 1962 ;
- National Institute of Mental Health (NIMH) fondé en 1949 ;
- National Institute of Neurological Disorders and Stroke (NINDS) fondé en 1950 ;
- National Institute of Nursing Research (NINR) fondé en 1986 ;
- National Library of Medicine (NLM) fondé en 1956. La NLM créa le National Center for Biotechnology Information ou (NCBI) qui est le centre de données de toutes les informations biologiques mondiales incluant également les données bibliographiques (PubMed) et génétiques (GenBank).

Il existe également sept centres de recherches particuliers :
- Center for Information Technology (en) (CIT) fondé en 1964 ;
- Center for Scientific Review (CSR) fondé en 1946 ;
- John E. Fogarty International Center (en) for Advanced Study in the Health Sciences (FIC) fondé en 1968 ;
- National Center for Complementary and Integrative Health (NCCIH) fondé en 1999[13] ;
- National Center on Minority Health and Health Disparities (NCMHD) fondé en 1993 ;
- National Center for Research Resources (NCRR) fondé en 1962 ;
- NIH Clinical Center (CC) fondé en 1953.

Depuis 1972, tout ce qui concerne la réglementation concernant les vaccins est passé sous l'autorité exclusive de l'Agence américaine des produits alimentaires et médicamenteux qui emploie 250 personnes à cette tâche. C'était un domaine d'activité que la NIH supervisait depuis 1902 quand le Congrès adopta The Biologics Control Act duquel naquit the Laboratory of Biologics Control : une contamination accidentelle de sérum diphtérique causant la mort par tétanos de treize adolescents à St Louis avait poussé à la création de cette agence. De la même façon, trois mois après l'« incident de Cutter », cette agence fut rebaptisée « Division of Biologics Standards ».

### Directeurs généraux
- 1942 à 1950 : Rolla Eugene Dyer
- 1950 à 1955 : William Henry Sebrell
- 2002 à 2008 : Elias Zerhouni.
- 2008 à 2009 : Raynard Kington (directeur par intérim).
- 2009 à 2021 : Francis Collins.
- 2023 (en cours) : Monica Bertagnolli[15].

Hannah Valantine est directrice de la diversité de la main-d'œuvre scientifique du NIH.

## Financement
Leur budget en 2006 était de 28,6 milliards de dollars. Plus de 83 % du budget des NIH est alloué à environ 50 000 grants (financement de projets) données à quelque 325 000 chercheurs au sein de 3 000 universités, facultés de médecine, et autres institutions de recherche biomédicales aux États-Unis mais aussi dans le monde. Environ 10 % du budget du NIH finance des projets internes aux instituts conduits par ses 6 000 chercheurs dans ses laboratoires propres (principalement sur le campus de Bethesda, Maryland).
Mi-2018, un comité des dépenses du Congrès américain a , dans un rapport (non contraignant), ; vivement critiqué deux fondations médicales traditionnellement discrètes, agréées au niveau fédéral, dont la FNIH. Ces fondations basées à Rockville, au Maryland et à Atlanta, ont déjà récolté près de deux milliards de dollars (redistribués aux National Institutes of Health (NIH) et aux Centers for Disease Control and Prevention (CDC) pour la recherche, les essais cliniques, la formation et les programmes éducatifs en matière de santé publique. Elles cachent selon les sénateurs des informations cruciales sur leurs donateurs. L'anonymat des donateurs est courant, mais les la FNIH est à l'origine d'une controverse (scandale pour d'autres).
Deux fondations ont été créées par le Congrès américains au début des années 1990 pour éviter que l'industrie ne finance directement la recherche sur le tabac, les pesticides, les OGM, l'alcool, etc. en cherchant à l'influencer. Pour cela une certaine transparence est nécessaire, afin de prévenir les conflits d'intérêts potentiels et la corruption. Le Congrès avait imposé à ces fondations dans la loi de déclarer « la source et le montant de tous les cadeaux » qu'elles recevaient, et toute restriction sur la façon dont les dons pouvaient être utilisés. 
Cependant en juin 2018, les membres du sous-comité des crédits de la Chambre des représentants (qui supervise le NIH et la CDC) s'inquiètent des rétentions d'informations faites par les dirigeants de ces fondations qui cachent l'identité des donateurs et l'importance exacte des sommes qu'ils ont apporté. 
En avril 2018, Francis Collins (directeur des NIH) a dû brutalement clore un projet de partenariat avec des sociétés pharmaceutiques dans le cadre d'une étude de 400 millions de dollars sur la dépendance aux opioïdes (après qu'un groupe de travail externe ait alerté sur les risques de conflits d'intérêts). Le mois suivant (en mai), il bloquait une étude déjà entamée (de 100 millions de dollars sur dix ans) qui devait mesurer les effets de la consommation modérée d'alcool, après que la presse ait révélé que ce travail était en réalité très largement financé par l'industrie des spiritueux (y compris européenne avec Pernod-Ricard, Kronenbourg…, avec un plan de recherche contenant des biais permettant de conclure qu'une prise modérée et quotidienne d'alcool était bon pour la santé (en oubliant notamment de prendre en compte le caractère cancérigène de l'alcool).
Il a été suspecté que Coca-Cola Company (et d'autres fabricants de boissons gazeuses) aient précédemment fait des dons à la Fondation CDC pour influencer son travail. À la suite de ces soupçons de connivence avec l'industrie la CDC avait déjà réagi en rompant officiellement ses liens avec certains donateurs (industrie du tabac notamment).
Les patrons de ces deux fondations affirment que leurs rapports annuels respectent la loi. 
Pour Art Taylor (PDG de Wise Giving Alliance) quand des dons financent une recherche publique, l'anonymat peut laisser craindre des relations intéressés entre le donateur et la fondation surtout, quand ce don entre dans une « catégorie sans plafond » (ex. : dons égaux ou supérieurs à cinq millions de dollars ou plus)
Ce type d'anonymat peut faciliter la corruptions et/ou le blanchiment d'argent mais il est courant aux États-Unis, et les fondations doivent respecter les souhaits d'anonymat, très courant dans les fondations caritatives. Le législateur note néanmoins que les donateurs sont anonyme et qu'on ne connait pas la taille de leurs dons et qu'ils sont regroupés par donateurs selon la hauteur approximative de leur don, ce qui est source de biais : ainsi en 2016, la FNIH citait huit donateurs ayant apporté chacun plus de 2,5 millions de dollars, sans dire que l'un d'entre eux (Fondation Bill et Melinda Gates selon le journal Science) a à lui seul versé 19,1 millions de dollars (ce qui est néanmoins précisé dans un autre rapport FNIH adressé à l'Internal Revenue Service). Une personne riche et proche d'un patient soigné au NIH Clinical Center aurait fait un don très important, mais souhaite rester anonyme. 
La FNIH a précisé qu'elle n'accepte pas les contributions de l'industrie du tabac, et a des procédures pour filtrer les dons qui sembleraient d'origine douteuse. Mais elle avait pourtant accepté l'argent des fabricants d'alcool. 
Un donateur s'il le souhaite sera cité pour le « rôle essentiel » qu'il a joué dans un domaine, mais selon la FNIH chaque donateur négocie avec l'agence « une lettre d'entente exhaustive » clarifiant l'utilisation de chaque don. À la FNIH, l'argent ne sert pas à alimenter un pot commun utilisé pour financer n'importe quel projet. L'argent d'un don est limité à une fin. Les directives des donateurs existent mais ne sont pas mentionnées publiquement. 
La CDC édite annuellement un rapport plus précis que celui de la FNIH, y listant les « partenaires de financement » par programme. Pour certains grands programmes, le site Web de la DGSPNI cite souvent les donateurs, exemples : projet Accelerating Medicines Partnership (AMP) sur le diabète de type 2, cofinancé par des fondations (American Diabetes Association, Juvenile Diabetes Research Foundation), plusieurs sociétés (Janssen Research and Development LLC, Eli Lilly and Company, Merck Sharp & Dohme Corp., Pfizer Inc. et Sanofi US Services) à la même hauteur pour chacune de ces sociétés.

## Homologue
Leur équivalent en France est l'Institut national de la santé et de la recherche médicale.

### Alumni
- Andréa Pfeipfer, cheffe d'entreprise, cofondatrice d'AC Immune